# لودویگ دارمشتیتر
لودویگ دارمشتیتر (آلمانی: Ludwig Darmstaedter؛ ‏ ۹ اوت ۱۸۴۶ – ۱۸ اکتبر ۱۹۲۷) شیمی‌دان و تاریخ‌نگار اهل آلمان بود.
او از سال ۱۸۶۵ میلادی، در رشتهٔ شیمی در دانشگاه هایدلبرگ و زیر نظر روبرت بونزن و امیل ارلنمایر درس خواند و سپس در دانشگاه لایپزیگ و زیر نظر هرمان کولبه تحصیلات خود را پی گرفت.
وی پژوهش‌هایی در زمینهٔ ساخت و هم‌جوشی قلیایی سولفونیک اسیدها، استخراج گلیسیرین و همچنین ترکیب‌بندی و ساخت چربی پشم انجام داد.